# Спиридонов, Жеко
Жеко Спиридонов Хадживичев (27 февраля 1867, Шумен, Османская империя — 21 июля 1945, Рибарица (Софийская область)) — выдающийся болгарский скульптор, педагог, профессор, ректор, член-корреспондент Болгарской академии наук.
Вместе с Борисом Шацем и Марином Василевым считается одним из трёх основателей современной скульптуры в Болгарии.

## Биография
В 1889 году окончил школу керамики в Богемии. В течение следующих трёх лет преподавал в Государственной ремесленной школе в Софии.
Позже до 1898 года изучал скульптуру в мюнхенской Академии художеств. Окончил Академию с отличием и был награждён серебряной медалью. В 1896—1897 участвовал в выставках в Германии.
В 1898 году вернулся на родину и начал преподавать живопись в первой Софийской классической гимназии и в Государственной рисовальной школе (ныне Болгарская национальная художественная академия) .
Ректор академии (1909—1911, 1924—1926, 1929—1930).
Среди его учеников — Иван Лазаров, Иван Фунев, Владимир Димитров-Майстора,

## Творчество

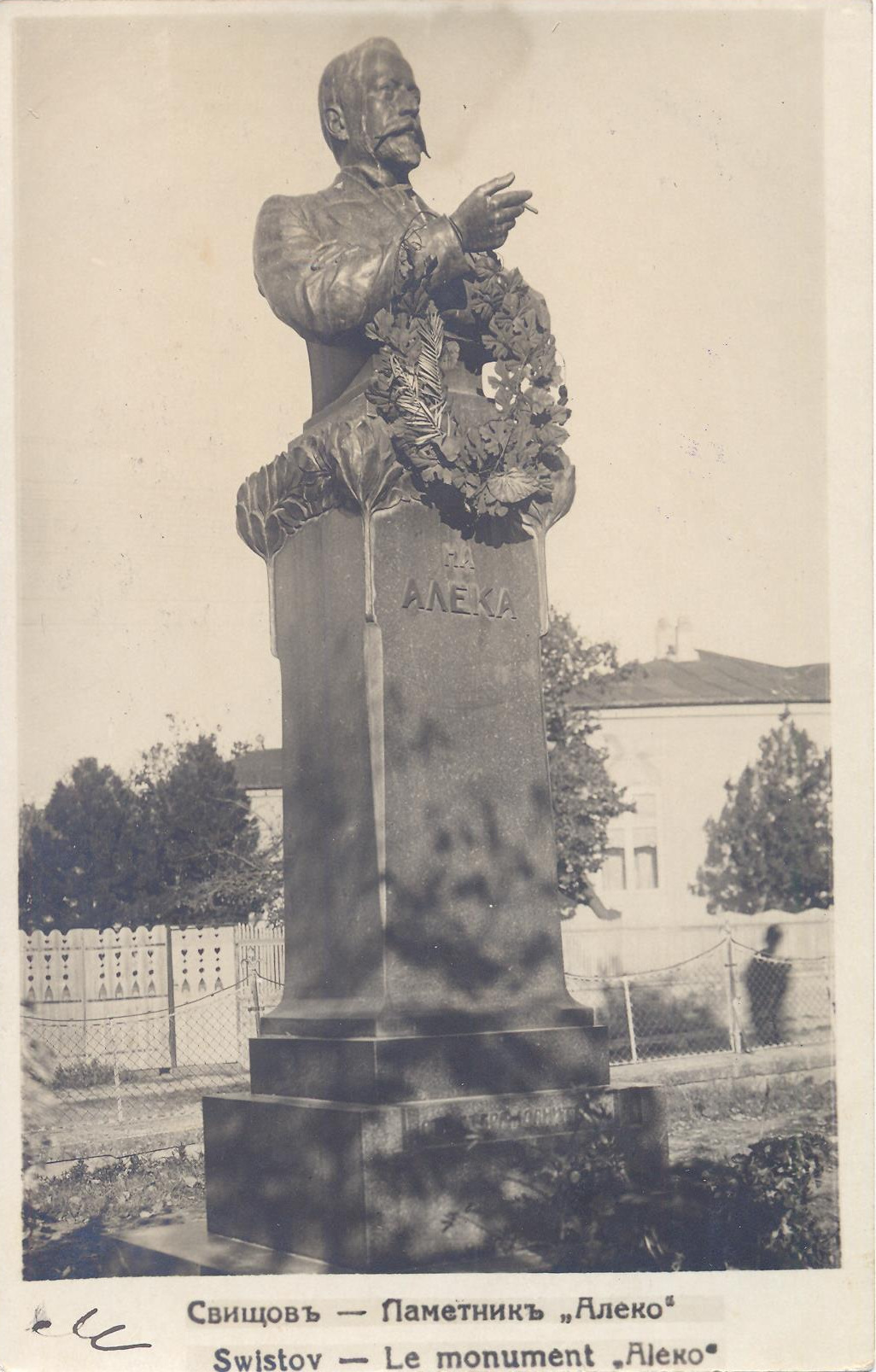
Памятник Алеко Константинова в Свиштове. 1927 г.

Яркий представитель болгарской скульптуры. Свои первые творческие шаги сделал в начале XX века, испытав на себе влияние таких крупных классиков как Донателло и другие, пока не нашел своего индивидуального почерка.
Автор ряда бюстов, памятников и скульптур исторических деятелей и современников.
Созданные им образы деятелей культуры, революционеров и общественных деятелей говорят о богатом портретном творчестве Жеко Спиридонова. Правдивость и чувство художественной меры характерны для творчества скульптора.

## Избранные работы

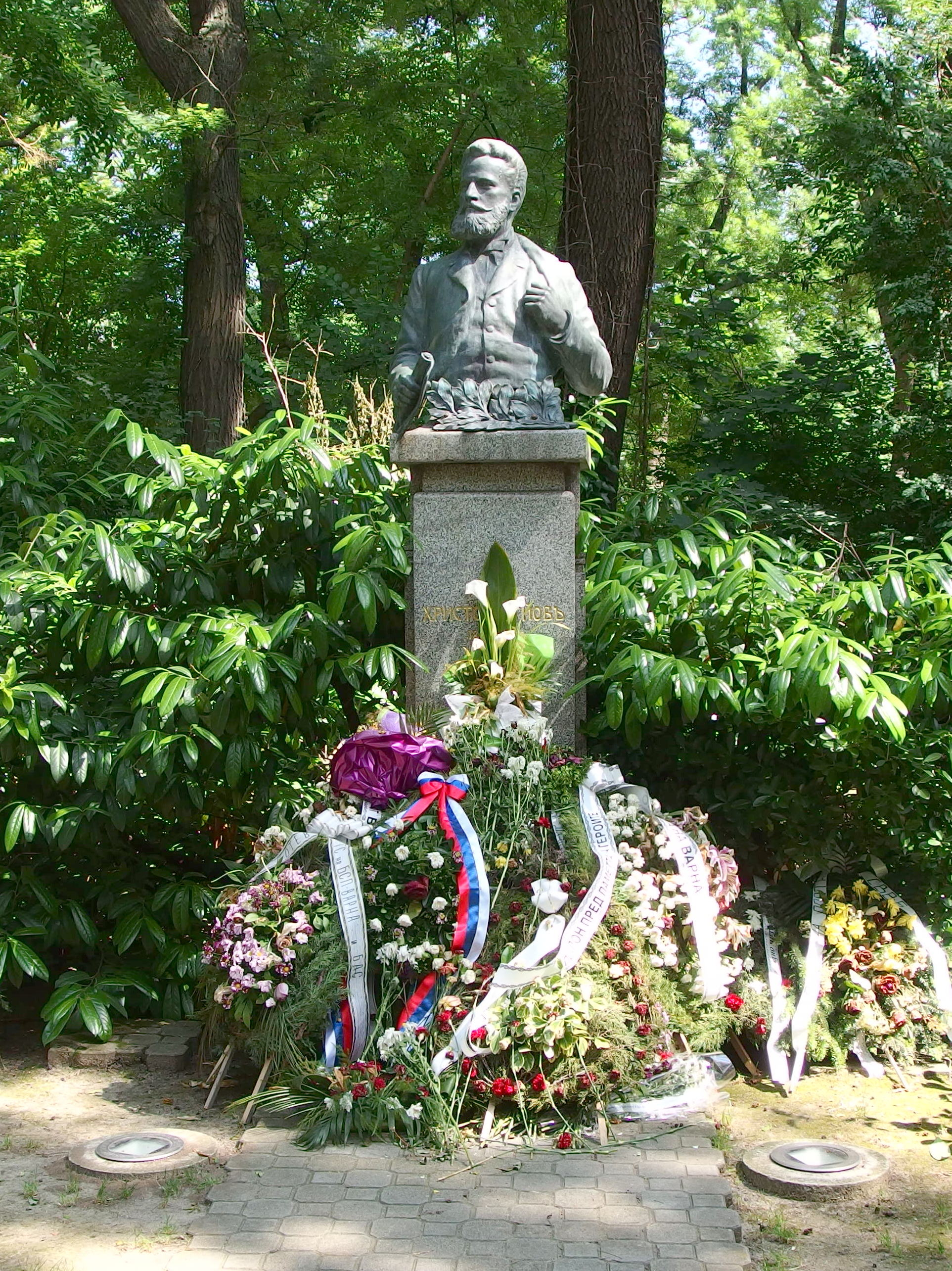
Памятник Христо Ботеву в Варне

- Бюст-памятник Царю-Освободителю Александру II в Плевене
- памятники Христо Ботева, Васила Левского и графа Н. П. Игнатьева в Морском саду в Варне, Ивана Вазова и Г. Бенковского в Софии, Алеко Константинова в Свиштове .

## Память
- Именем Жеко Спиридонова названа одна из улиц Софии.